# Cyrtonops nigra
Cyrtonops nigra là một loài bọ cánh cứng trong họ Cerambycidae.